# Kozkalesi

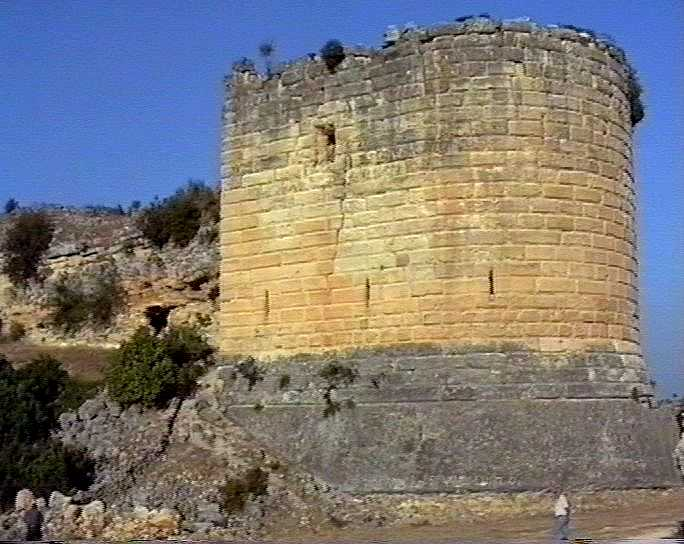
Kreuzritterburg Kozkalesi

Kozkalesi (deutsch: Walnussburg) ist ein Ort im Landkreis Altınözü der türkischen Provinz Hatay. Kozkalesi liegt etwa zehn Kilometer westlich von Altınözü und zwölf Kilometer südlich der Provinzhauptstadt Antakya.

## Sehenswürdigkeiten
Etwa einen Kilometer südwestlich von Kozkalesi liegt die Kreuzritterburg Cursat (Kozkalesi).